# Masami Sato
Masami Sato (佐藤 正美 Sato Masami?, nacido el 26 de agosto de 1981 en Kanagawa) es un exfutbolista japonés. Jugaba de delantero y su último club fue el Thespa Kusatsu de Japón.

## Trayectoria

### Clubes
| Club               | País  | Año         |
| ------------------ | ----- | ----------- |
| Yokohama FC        | Japón | 2000 - 2003 |
| Yokogawa Musashino | Japón | 2003        |
| Thespa Kusatsu     | Japón | 2004 - 2007 |